# Slackware
Slackware Linux je najstarija živuća Linux distribucija, treća najkloniranija Linux distribucija (odmah iza distribucija Red Hat i Debian), a samim time i jedna od najpopularnijih. Suse Linux je najpoznatija Linux distribucija koja je krenula na temaljima Slackware-a.
Kreirana je krajem 1992. od Patricka Volkerdinga. Izvorno je bila kreirana na bazi Softlanding Linux System. Slackware dizajn tezi stabilnosti i jednostavnosti, te da bude vrlo "kao-Unix" Linux distribucija.
Zbog velikog broja konzervativnih i jednostavnih svojstava, Slackware se smatra kao najpogodnija za napredne i tehnici priklonjene Linux korisnike.

Ono po čemu je Slackware toliko poseban jest jednostavnost (arhitekturalna, ne jednostavnost upotrebe). Koristi vrlo konzervativan razvojni model s naglaskom na stabilnost paketa, naspram novih paketa.
Također je karakteristično za distribuciju Slackware što rabi vrlo jednostavan paketni mehanizam koji pruža samo neke najosnovnije mogućnosti (instalacija, nadogradnja i brisanje). Slackwareov paketni mehanizam ne posjeduje bazu podataka, što rezultira nedostatkom nekih naprednih mogućnosti (prije svega režimom pretraživanja i provjeravanja paketa).
To može predstavljati velik problem kod instalacije softvera te se u tom slučaju očekuje od administratora da sam zna razriješiti međuovisnosti među paketima. Srećom, danas ipak postoje alati koji mogu riješiti i taj problem: Swaret, Slapt-get i SmartPM.
Slackware je dostupan za IA-32 i x86_64 arhitekture, s prilagodbom za Arm arhitekturu. Slackware je vecinom slobodan i otvorenog-koda, nema formalnu infrastrukturu za praćenje grešaka, ni javnu lokaciju za vlastiti kod, s izdanjima periodično najavljenim od strane Volkerding-a. Ne postoji formalna procedura za članstvo kao razvijač i Volkerding je primarni doprinositelj izdanjima.

## Vanjske poveznice
- Slackware.com
- Hrvatski prijevod Slackbook-a  Arhivirana inačica izvorne stranice od 7. kolovoza 2010. (Wayback Machine)
- Slackware paketi  Arhivirana inačica izvorne stranice od 9. kolovoza 2019. (Wayback Machine)
- Slackware forum  Arhivirana inačica izvorne stranice od 6. veljače 2007. (Wayback Machine)